# 安托内利尖塔

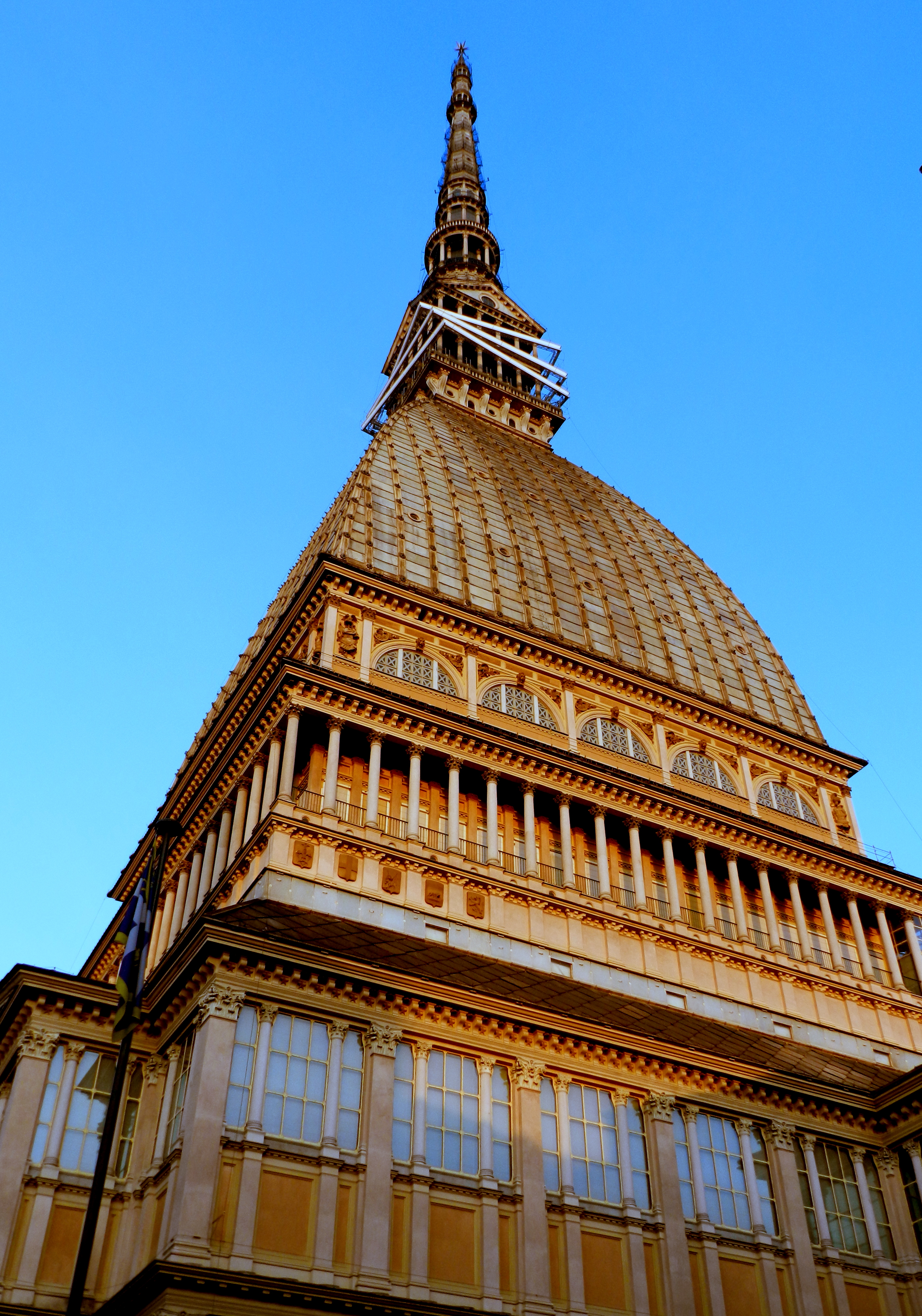
安托内利尖塔

安托内利尖塔（英语：Mole Antonelliana）是意大利城市都灵主要的地标，以建造此塔的建筑师亚历山德罗·安托内利命名。工程开始于1863年，完成于26年后的1889年，此时安托内利已经去世。目前塔内设有国家电影博物馆，也是世界最高的博物馆。
此建筑最初是作为犹太会堂兴建。1848年，都灵的犹太人开始享有完全的公民权，开始兴建犹太会堂。在1860至1864年，都灵是新统一的意大利的首都。犹太人出资25万里拉，兴建与之相配的建筑。他们雇用的建筑师安东尼奥·安托内利，凭借着为位于诺瓦拉的17世纪教堂圣高登扎奥大殿增建121米高的圆顶和尖顶而著称。随着1864年意大利迁都佛罗伦萨，犹太社团萎缩，但建造此塔的成本随着安东内利的野心持续膨胀。他未经犹太社团的同意，私自修改方案使圆顶达到167米，导致成本和工期都在增加。1869年工程停工，该塔只有一个临时屋顶。 
到1876年，犹太社区已花费69万里拉但建筑还远不能完成，于是宣布撤销项目。随后由都灵市接管项目，很快便建成了一个漂亮的摩尔复兴建筑，献给在位国王维托里奥·埃马努埃莱二世(Vittorio Emanuele II)。从1908年至1938年，国家复兴运动博物馆设此，后来迁往卡里尼亚诺宫。
1953年5月23日的龙卷风和暴雨，摧毁了该塔最上面的47米，1961年重建。
自从2000年起，这座建筑设有意大利国立电影博物馆。